# Liste des monuments historiques de la Sarthe
Cet article recense les monuments historiques de la Sarthe, en France.
- Pour les monuments de la commune du Mans, voir la Liste des monuments historiques du Mans

- Liste des monuments historiques de l'arrondissement du Mans
- Liste des monuments historiques de l'arrondissement de La Flèche
- Liste des monuments historiques de l'arrondissement de Mamers

## Statistiques
Au 30 juillet 2025, la Sarthe compte 433 édifices comportant au moins une protection au titre des monuments historiques, dont 118 sont classés et 345 sont inscrits. Le total des monuments classés et inscrits est supérieur au nombre total de monuments protégés car plusieurs d'entre eux sont à la fois classés et inscrits.
Le graphique suivant résume le nombre d'actes de protection par décennies depuis 1840 :

## Liste
Du fait du nombre de monuments historiques dans le département, leur liste est divisée en trois sections distinctes :
- liste des monuments historiques de l'arrondissement de Mamers, correspondant au nord du département (arrondissement de Mamers) ;
- liste des monuments historiques de l'arrondissement du Mans, correspondant au centre du département (arrondissement du Mans) ;
- liste des monuments historiques de l'arrondissement de La Flèche, correspondant au sud du département (arrondissement de La Flèche).

En outre, Le Mans dispose d'une liste distincte : voir la liste des monuments historiques du Mans
La liste suivante permet de trouver l'article correspondant à une commune spécifique (pour autant qu'elle possède au moins une protection) :
| Commune                       | Arrondissement |
| ----------------------------- | -------------- |
| Aillières-Beauvoir            | Mamers         |
| Allonnes                      | Le Mans        |
| Amné                          | La Flèche      |
| Ancinnes                      | Mamers         |
| Ardenay-sur-Mérize            | Mamers         |
| Arthezé                       | La Flèche      |
| Asnières-sur-Vègre            | La Flèche      |
| Assé-le-Boisne                | Mamers         |
| Aubigné-Racan                 | La Flèche      |
| Auvers-le-Hamon               | La Flèche      |
| Avesnes-en-Saosnois           | Mamers         |
| Avessé                        | La Flèche      |
| Avezé                         | Mamers         |
| Avoise                        | La Flèche      |
| Le Bailleul                   | La Flèche      |
| Ballon                        | Le Mans        |
| Bazouges-sur-le-Loir          | La Flèche      |
| Beaumont-sur-Dême             | La Flèche      |
| Beaumont-Pied-de-Bœuf         | La Flèche      |
| Beaumont-sur-Sarthe           | Mamers         |
| Bessé-sur-Braye               | Mamers         |
| Bonnétable                    | Mamers         |
| La Bosse                      | Mamers         |
| Bouër                         | Mamers         |
| Bouloire                      | Mamers         |
| Bourg-le-Roi                  | Mamers         |
| Le Breil-sur-Mérize           | Mamers         |
| Briosne-lès-Sables            | Mamers         |
| La Bruère-sur-Loir            | La Flèche      |
| Brûlon                        | La Flèche      |
| Chahaignes                    | La Flèche      |
| Challes                       | Le Mans        |
| Changé                        | Le Mans        |
| Chantenay-Villedieu           | La Flèche      |
| La Chapelle-d'Aligné          | La Flèche      |
| La Chapelle-du-Bois           | Mamers         |
| La Chapelle-Huon              | Mamers         |
| La Chartre-sur-le-Loir        | La Flèche      |
| Château-l'Hermitage           | La Flèche      |
| Château-du-Loir               | La Flèche      |
| Chemiré-en-Charnie            | La Flèche      |
| Chemiré-le-Gaudin             | La Flèche      |
| Chenu                         | La Flèche      |
| Cherré                        | Mamers         |
| Cherreau                      | Mamers         |
| Chevillé                      | La Flèche      |
| Clermont-Créans               | La Flèche      |
| Conlie                        | Mamers         |
| Connerré                      | Mamers         |
| Cormes                        | Mamers         |
| Coudrecieux                   | Mamers         |
| Coulaines                     | Le Mans        |
| Coulans-sur-Gée               | La Flèche      |
| Coulongé                      | La Flèche      |
| Courcelles-la-Forêt           | La Flèche      |
| Courcival                     | Mamers         |
| Courdemanche                  | La Flèche      |
| Courgenard                    | Mamers         |
| Courtillers                   | La Flèche      |
| Crosmières                    | La Flèche      |
| Dangeul                       | Mamers         |
| Dehault                       | Mamers         |
| Dissay-sous-Courcillon        | La Flèche      |
| Dissé-sous-le-Lude            | La Flèche      |
| Domfront-en-Champagne         | Mamers         |
| Duneau                        | Mamers         |
| Écommoy                       | Le Mans        |
| Épineu-le-Chevreuil           | La Flèche      |
| Évaillé                       | Mamers         |
| Fercé-sur-Sarthe              | La Flèche      |
| La Ferté-Bernard              | Mamers         |
| Fillé                         | La Flèche      |
| La Flèche                     | La Flèche      |
| Flée                          | La Flèche      |
| La Fontaine-Saint-Martin      | La Flèche      |
| Fontenay-sur-Vègre            | La Flèche      |
| Fresnay-sur-Sarthe            | Mamers         |
| Gesnes-le-Gandelin            | Mamers         |
| Le Grand-Lucé                 | La Flèche      |
| Gréez-sur-Roc                 | Mamers         |
| Joué-en-Charnie               | La Flèche      |
| Juigné-sur-Sarthe             | La Flèche      |
| Juillé                        | Mamers         |
| Lamnay                        | Mamers         |
| Lavaré                        | Mamers         |
| Lhomme                        | La Flèche      |
| Lombron                       | Mamers         |
| Loué                          | La Flèche      |
| Louplande                     | La Flèche      |
| Le Luart                      | Mamers         |
| Luché-Pringé                  | La Flèche      |
| Le Lude                       | La Flèche      |
| Maigné                        | La Flèche      |
| Malicorne-sur-Sarthe          | La Flèche      |
| Mamers                        | Mamers         |
| Le Mans                       | Le Mans        |
| Mansigné                      | La Flèche      |
| Marçon                        | La Flèche      |
| Maresché                      | Mamers         |
| Marolles-les-Braults          | Mamers         |
| Mayet                         | La Flèche      |
| Mézières-sous-Lavardin        | Mamers         |
| Mézières-sur-Ponthouin        | Mamers         |
| Moitron-sur-Sarthe            | Mamers         |
| Moncé-en-Saosnois             | Mamers         |
| Montabon                      | La Flèche      |
| Montfort-le-Gesnois           | Mamers         |
| Montigny                      | Mamers         |
| Montmirail                    | Mamers         |
| Montreuil-le-Chétif           | Mamers         |
| Montreuil-le-Henri            | La Flèche      |
| Mulsanne                      | Le Mans        |
| Neufchâtel-en-Saosnois        | Mamers         |
| Neuville-sur-Sarthe           | Le Mans        |
| Neuvy-en-Champagne            | Mamers         |
| Nogent-le-Bernard             | Mamers         |
| Noyen-sur-Sarthe              | La Flèche      |
| Nuillé-le-Jalais              | Mamers         |
| Oisseau-le-Petit              | Mamers         |
| Oizé                          | La Flèche      |
| Parcé-sur-Sarthe              | La Flèche      |
| Parigné-l'Évêque              | Le Mans        |
| Parigné-le-Pôlin              | La Flèche      |
| Peray                         | Mamers         |
| Piacé                         | Mamers         |
| Pincé                         | La Flèche      |
| Pirmil                        | La Flèche      |
| Pizieux                       | Mamers         |
| Poillé-sur-Vègre              | La Flèche      |
| Poncé-sur-le-Loir             | La Flèche      |
| Précigné                      | La Flèche      |
| Préval                        | Mamers         |
| La Quinte                     | Mamers         |
| René                          | Mamers         |
| Requeil                       | La Flèche      |
| Roézé-sur-Sarthe              | La Flèche      |
| Rouessé-Fontaine              | Mamers         |
| Rouez-en-Champagne            | Mamers         |
| Ruillé-sur-Loir               | La Flèche      |
| Sablé-sur-Sarthe              | La Flèche      |
| Saint-Aignan                  | Mamers         |
| Saint-Aubin-des-Coudrais      | Mamers         |
| Saint-Aubin-de-Locquenay      | Mamers         |
| Saint-Calais                  | Mamers         |
| Saint-Célerin                 | Mamers         |
| Saint-Christophe-en-Champagne | La Flèche      |
| Saint-Christophe-du-Jambet    | Mamers         |
| Saint-Cosme-en-Vairais        | Mamers         |
| Saint-Denis-des-Coudrais      | Mamers         |
| Sainte-Cérotte                | Mamers         |
| Sainte-Osmane                 | Mamers         |
| Saint-Georges-de-la-Couée     | La Flèche      |
| Saint-Georges-du-Rosay        | Mamers         |
| Saint-Germain-d'Arcé          | La Flèche      |
| Saint-Germain-sur-Sarthe      | Mamers         |
| Saint-Gervais-de-Vic          | Mamers         |
| Saint-Jean-d'Assé             | Le Mans        |
| Saint-Jean-de-la-Motte        | La Flèche      |
| Saint-Léonard-des-Bois        | Mamers         |
| Saint-Marceau                 | Mamers         |
| Saint-Mars-sous-Ballon        | Le Mans        |
| Saint-Mars-la-Brière          | Mamers         |
| Saint-Mars-de-Locquenay       | Mamers         |
| Saint-Michel-de-Chavaignes    | Mamers         |
| Saint-Ouen-en-Belin           | Le Mans        |
| Saint-Paterne                 | Mamers         |
| Saint-Pavace                  | Le Mans        |
| Saint-Pierre-de-Chevillé      | La Flèche      |
| Saint-Pierre-du-Lorouër       | La Flèche      |
| Saint-Rémy-de-Sillé           | Mamers         |
| Saint-Rémy-du-Val             | Mamers         |
| Saint-Rigomer-des-Bois        | Mamers         |
| Saint-Saturnin                | Le Mans        |
| Saint-Symphorien              | Mamers         |
| Saint-Ulphace                 | Mamers         |
| Saint-Vincent-du-Lorouër      | La Flèche      |
| Saosnes                       | Mamers         |
| Sarcé                         | La Flèche      |
| Sceaux-sur-Huisne             | Mamers         |
| Ségrie                        | Mamers         |
| Semur-en-Vallon               | Mamers         |
| Sillé-le-Guillaume            | Mamers         |
| Sillé-le-Philippe             | Mamers         |
| Solesmes                      | La Flèche      |
| Sougé-le-Ganelon              | Mamers         |
| Souligné-Flacé                | La Flèche      |
| Souvigné-sur-Même             | Mamers         |
| Tennie                        | Mamers         |
| Théligny                      | Mamers         |
| Torcé-en-Vallée               | Mamers         |
| Trangé                        | Le Mans        |
| Tresson                       | Mamers         |
| Le Tronchet                   | Mamers         |
| Tuffé                         | Mamers         |
| Vaas                          | La Flèche      |
| Vallon-sur-Gée                | La Flèche      |
| Vernie                        | Mamers         |
| Vezot                         | Mamers         |
| Viré-en-Champagne             | La Flèche      |
| Vivoin                        | Mamers         |
| Yvré-l'Évêque                 | Le Mans        |